# Fernandópolis
Fernandópolis é um município brasileiro situado no noroeste do estado de São Paulo, localizado a uma altitude de 535 metros. Tem uma população de 71 186 habitantes (IBGE/2022) e área de 549,797 km². Fernandópolis se localiza a 554 km da cidade de São Paulo. O município é formado pela sede e pelo distrito de Brasitânia.

## História
A criação de gado em Minas Gerais e no sul de Mato Grosso forçou o estabelecimento de uma ligação entre Sant'Ana do Paranaíba e a região em desbravamento no interior: a Estrada Boiadeira. Atravessando o rio Paraná, a Estrada Boiadeira ligava o atual Mato Grosso do Sul à região e, orientando-se pelo curso do rio São José dos Dourados, servia para conduzir as tropas e o gado a São José do Rio Preto e daí atingir Barretos, forte entreposto de comercialização, reduzindo o trajeto até então utilizado, via Uberaba.
Os caminhos das Estradas Boiadeiras permaneceram por longo tempo as únicas vias de penetração do povoamento do chamado Sertão de Rio Preto, e desse modo, foi a Estrada Boiadeira que conduziu os primeiros colonizadores a região de Fernandópolis.
Em 1938, Carlos Barozzi fundou o patrimônio que levou seu nome, mais tarde denominado Brasilândia. Próximo a este núcleo, Joaquim Antônio Pereira determinou o levantamento topográfico de uma área destinada à implantação do patrimônio Vila Pereira, tendo erguido um cruzeiro em 1939, e construído uma capela, mais tarde demolida para construção da Igreja matriz. Assim Fernandópolis foi fundada em 22 de maio de 1939.
Em 1943, as vilas receberam a visita do interventor federal Fernando Costa, que governou o estado de São Paulo entre 1941 e 1945. Por sugestão deste, os fundadores uniram as vilas, dando origem a Fernandópolis, cujo nome foi escolhido em homenagem ao Interventor.
Em 30 de novembro de 1944 Fernandópolis, que pertencia ao município de Tanabi, foi elevada a distrito e a município ao mesmo tempo. De 1945 a 1948, o município era formado pelos distritos de Fernandópolis, Jales e Pedranópolis.

## Demografia

### População
| Crescimento populacional                             | Crescimento populacional | Crescimento populacional | Crescimento populacional |
| Ano                                                  | População Total          |                          | %±                       |
| ---------------------------------------------------- | ------------------------ | ------------------------ | ------------------------ |
| 1946                                                 | 40 146                   |                          | —                        |
| 1950                                                 | 29 303                   |                          | −27,0%                   |
| 1958                                                 | 31 852                   |                          | 8,7%                     |
| 1960                                                 | 40 240                   |                          | 26,3%                    |
| 1970                                                 | 39 050                   |                          | −3,0%                    |
| 1980                                                 | 46 989                   |                          | 20,3%                    |
| 1991                                                 | 56 144                   |                          | 19,5%                    |
| 2000                                                 | 61 647                   |                          | 9,8%                     |
| 2010                                                 | 64 696                   |                          | 4,9%                     |
| 2022                                                 | 71 186                   |                          | 10,0%                    |
| Est. 2024                                            | 73 286                   | [ 10 ]                   | 3,0%                     |
| Fontes: Censos Demográficos IBGE e Estimativas SEADE |                          |                          |                          |

### Dados demográficos
Dados do Censo - 2022
População Total: 71.186
Densidade demográfica (hab./km²): 129,48
Taxa de Alfabetização: 99,4%
Mortalidade infantil até 1 ano (por mil): 4,35
Dados do Censo - 2000
Expectativa de vida (anos): 75,82
Taxa de fecundidade (filhos por mulher): 2,02
Índice de Desenvolvimento Humano (IDH-M): 0,832
- IDH-M Renda: 0,758
- IDH-M Longevidade: 0,847
- IDH-M Educação: 0,891

(Fonte: IBGE)

### Toque de Recolher
Fernandópolis se tornou referência nacional por adotar o toque de recolher para crianças e adolescentes menores de 18 anos. O município é pioneiro, tendo sido imitado por cerca de 100 municípios em 22 estados, como Ilha Solteira e Itapura. A medida foi imposta pelo Juiz da Vara da Infância e Juventude, Evandro Pelarin, em 2005, por meio de portaria, para reduzir os índices de violência no município. A medida recebeu repercussões positivas e negativas por parte da população.
Apesar disso, diversos órgãos do governo questionaram a portaria. O Conselho Nacional dos Direitos da Criança e do Adolescente se posicionou contra o toque de recolher, sob a alegação de que a medida contrariava o Estatuto da Criança e do Adolescente e a Constituição Federal e era uma medida paliativa que escondia  problemas ao invés de resolvê-los. O Ministério Público de São Paulo entrou com recurso, e em 2012, após sete anos em vigência, o Supremo Tribunal Federal cassou a portaria. Porém, a portaria foi retirada pelo próprio juiz que a instituiu, antes da cassação pelo STF.
De acordo com os dados do Juizado de Menores, durante o período em que funcionou, o toque de recolher apresentou resultados positivos, com a diminuição de atos infracionais cometidos por menores de idade. Em 2005 foram 378 ocorrências, número que caiu para 74 em 2010. A infração que teve maior índice de redução foram os furtos, que diminuíram 91%. Também diminuíram outras ocorrências, como porte de entorpecentes, de 17 casos para 8, e lesão corporal, de 68 em 2005 para apenas 19 em 2008. Em 2005, 15 menores foram flagrados portando arma; em 2008, não houve registro.

## Geografia

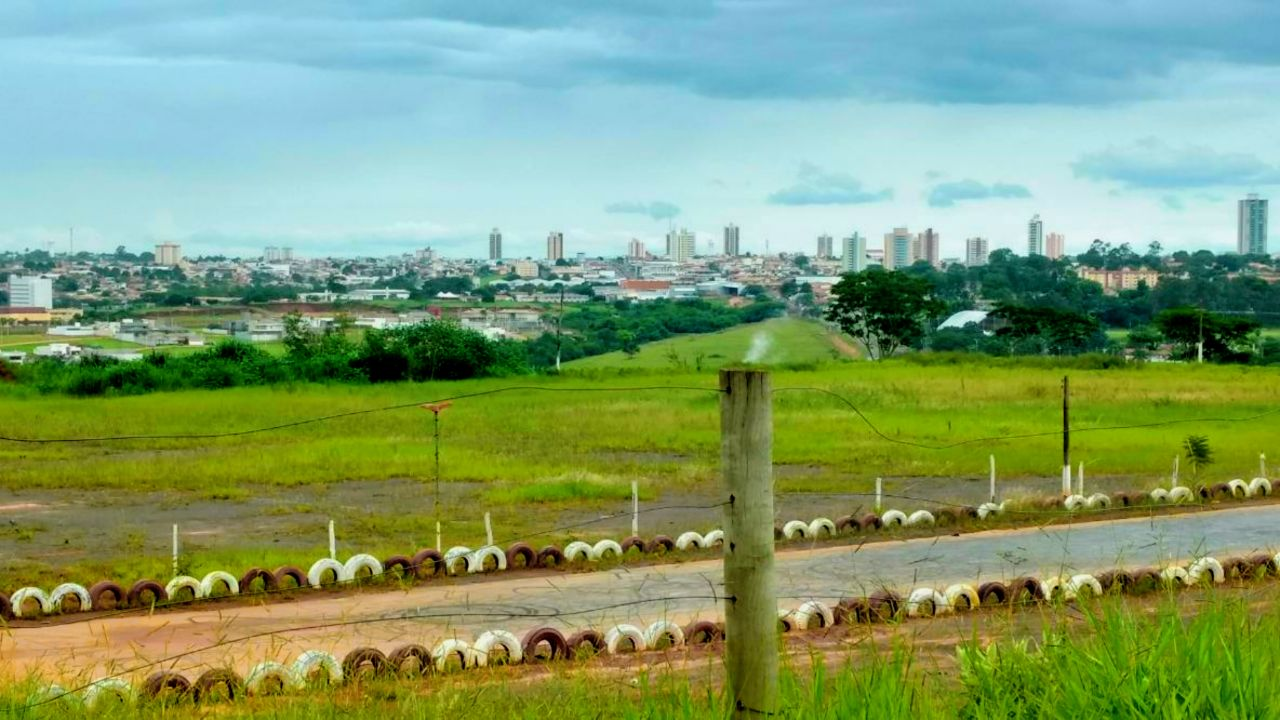
Vista da cidade de Fernandópolis.

Possui uma área de 549,551 km². Localiza-se a cerca de 555 km da cidade de São Paulo, 120 km de São José do Rio Preto, 80 km da divisa com Minas Gerais e 85 km do limite com o Mato Grosso do Sul. Situada a 535 metros de altitude, Fernandópolis tem as seguintes coordenadas geográficas: 
Latitude: 20° 17' 02'' Sul.
Longitude: 50° 14' 45'' Oeste.

### Vegetação
Conforme descrição encontrada no mapa de vegetação de 1993 do IBGE, fornecido pelo Departamento Estadual de Proteção de Recursos Naturais, encontram-se no município de Fernandópolis os seguintes grupos de vegetação no domínio da Mata Atlântica: encraves de cerrado com estepe e zonas de tensão ecológica (contato entre tipos de vegetação – áreas de transição situadas entre tipos distintos de vegetação possuindo características ambíguas, podendo haver locais com características predominantes de cerrado e outros de mata) e floresta estacional semidecidual (mata caducifólia – porcentagem de árvores decíduas varia entre 25 a 50%).
Observa-se ainda na área de abrangência do DEPRN-4 (Fernandópolis e região), tipos genéricos de vegetação nativa, tais como: floresta estacional semidecidual primária; floresta estacional semidecidual secundária, em seus vários estágios; floresta estacional secundária ribeirinha (matas ciliares ou mapa ripária) em seus vários estágios; floresta paludosa (mata de brejo); floresta com característica de transição mata – cerrado, em seus vários estágios; agrupamentos arbóreos e árvores isoladas.

### Hidrografia
- Norte: córrego da Estiva, córrego Santa Rita, córrego Barreirão, córrego da Lagoa e ribeirão Pádua Diniz;
- Leste: córrego das Pedras e ribeirão São Pedro;
- Oeste: córrego Santa Rita, córrego da Taboa, córrego Lageado e ribeirão Jagora;
- Sul: rio São José dos Dourados.[20]

### Clima
Fernandópolis possui um clima tropical semiúmido com inverno seco e verão chuvoso. Segundo dados do Centro Integrado de Informações Agrometeorológicas (CIIAGRO/SP), desde fevereiro de 2009 a menor temperatura registrada em Fernandópolis foi de 4,2 °C em 4 de agosto de 2011 e a maior atingiu 42,2 °C em 4 de outubro de 2020. O maior acumulado de chuva em 24 horas chegou a 107,2 mm em 7 de dezembro de 2009.
| Dados climatológicos para Fernandópolis | Dados climatológicos para Fernandópolis | Dados climatológicos para Fernandópolis | Dados climatológicos para Fernandópolis | Dados climatológicos para Fernandópolis | Dados climatológicos para Fernandópolis | Dados climatológicos para Fernandópolis | Dados climatológicos para Fernandópolis | Dados climatológicos para Fernandópolis | Dados climatológicos para Fernandópolis | Dados climatológicos para Fernandópolis | Dados climatológicos para Fernandópolis | Dados climatológicos para Fernandópolis | Dados climatológicos para Fernandópolis |
| Mês | Jan                                     | Fev                                     | Mar                                     | Abr                                     | Mai                                     | Jun                                     | Jul                                     | Ago                                     | Set                                     | Out                                     | Nov                                     | Dez                                     | Ano                                     |
| --- | --------------------------------------- | --------------------------------------- | --------------------------------------- | --------------------------------------- | --------------------------------------- | --------------------------------------- | --------------------------------------- | --------------------------------------- | --------------------------------------- | --------------------------------------- | --------------------------------------- | --------------------------------------- | --------------------------------------- |
| Temperatura máxima recorde (°C) | 38,8                                    | 37,5                                    | 36                                      | 36,2                                    | 33,7                                    | 33,6                                    | 34,3                                    | 37,5                                    | 41,6                                    | 42,2                                    | 39,2                                    | 39,8                                    | 42,2                                    |
| Temperatura máxima média (°C) | 31,9                                    | 32,1                                    | 31,4                                    | 30,9                                    | 28,7                                    | 27,9                                    | 28,6                                    | 30,3                                    | 32,7                                    | 32,8                                    | 31,8                                    | 32,1                                    | 30,9                                    |
| Temperatura média (°C) | 26,5                                    | 26,6                                    | 26                                      | 25,1                                    | 22,6                                    | 21,8                                    | 22                                      | 23,1                                    | 25,7                                    | 26,3                                    | 26,1                                    | 26,6                                    | 24,9                                    |
| Temperatura mínima média (°C) | 21,1                                    | 21                                      | 20,5                                    | 19,2                                    | 16,4                                    | 15,7                                    | 15,3                                    | 15,9                                    | 18,6                                    | 19,9                                    | 20,3                                    | 21,1                                    | 18,8                                    |
| Temperatura mínima recorde (°C) | 17,8                                    | 18                                      | 16,1                                    | 8,9                                     | 8,2                                     | 5,4                                     | 5,2                                     | 4,2                                     | 8,4                                     | 12,9                                    | 12,8                                    | 15,2                                    | 4,2                                     |
| Precipitação (mm) | 219                                     | 166,9                                   | 175,4                                   | 56,2                                    | 50,5                                    | 33,4                                    | 20,1                                    | 19,4                                    | 77,8                                    | 104,5                                   | 129,1                                   | 169                                     | 1 221,3                                 |
| Fonte: CIIAGRO/SP – Centro Integrado de Informações Agrometeorológicas (climatologia: 2009-2020; recordes de temperatura: 20/02/2009-presente) |                                         |                                         |                                         |                                         |                                         |                                         |                                         |                                         |                                         |                                         |                                         |                                         |                                         |

## Economia
O café foi, durante muitos anos, a principal fonte de renda, mas devido aos diferentes tipos de solo e a necessidade do próprio abastecimento, foram sendo introduzidas novas culturas, destacando-se o algodão, milho, amendoim e arroz.
Atualmente, o setor de serviços representa 67,69% da riqueza gerada no Município. A indústria corresponde a 29,35% e o setor de agropecuária, cerca de 2,97%.
Fernandópolis é uma cidade economicamente agrícola, comercial e industrial. Dos estabelecimentos econômicos, 44% pertencem ao setor comercial, 27% estão no setor de serviços e 5% no setor industrial. Porém, o setor de serviços é responsável pelo maior número de empregos formais, isto é, 39% do número de vagas. Apesar da importância da indústria e comércio na economia regional, a agropecuária ainda é a principal fonte de dinamismo econômico.
A renda que movimenta o setor de comércio e serviços do município é proveniente da agricultura do município de Fernandópolis. A produção agrícola do município e região está concentrada em culturas temporárias, com amplo destaque para o cultivo da cana-de-açúcar, representando cerca de 44% do total da área cultivada. Dentre as culturas permanentes, a laranja e outros citros são responsáveis pela maior parte do valor gerado. É também de grande importância para a região a bovinocultura de corte e leite, atividades que atingiram conjuntamente mais de 23% do total do valor da produção agropecuária.

## Infraestrutura

### Educação

#### Ensino superior
Fernandópolis possui 2 universidades:
- Universidade Brasil
- Fundação Educacional Fernandópolis - FEF

Além de diversos pólos de Educação à Distância, sendo eles:
- UNISA - Universidade de Santo Amaro
- UNIP - Universidade Paulista
- UNISSEB-COC.

Com estas duas instituições, Fernandópolis oferece os cursos da saúde, humanas e exatas. Com destaque para os cursos de Medicina, Engenharia Civil, Administração, Enfermagem, Contabilidade, Medicina Veterinária e Odontologia (único na cidade e região a possuir nota máxima no MEC).
Estima-se que Fernandópolis possui, em suas duas faculdades, cerca de 15 mil estudantes de mais de 50 cursos de graduação.

### Transportes

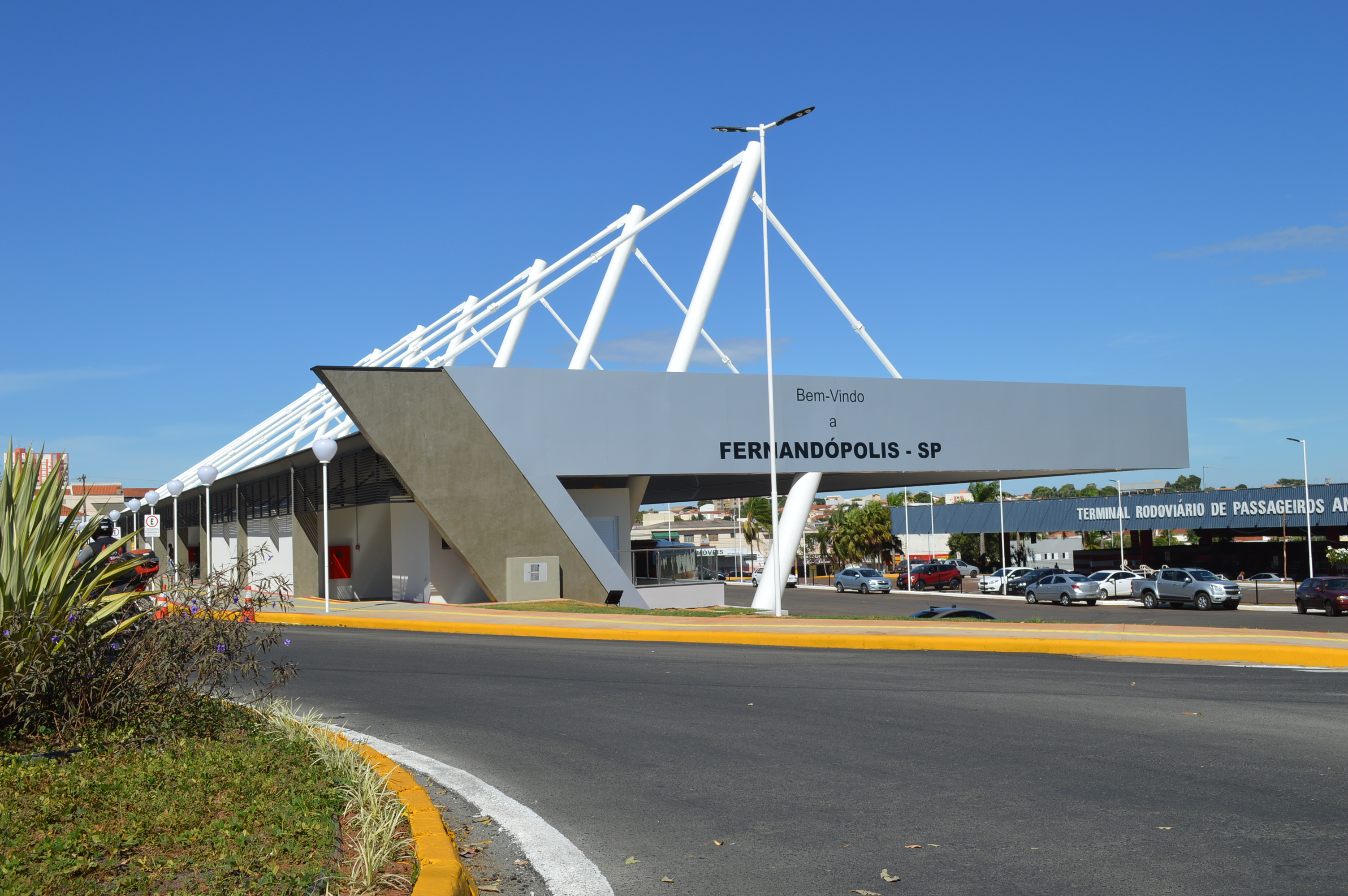
Terminal Rodoviário de Fernandópolis

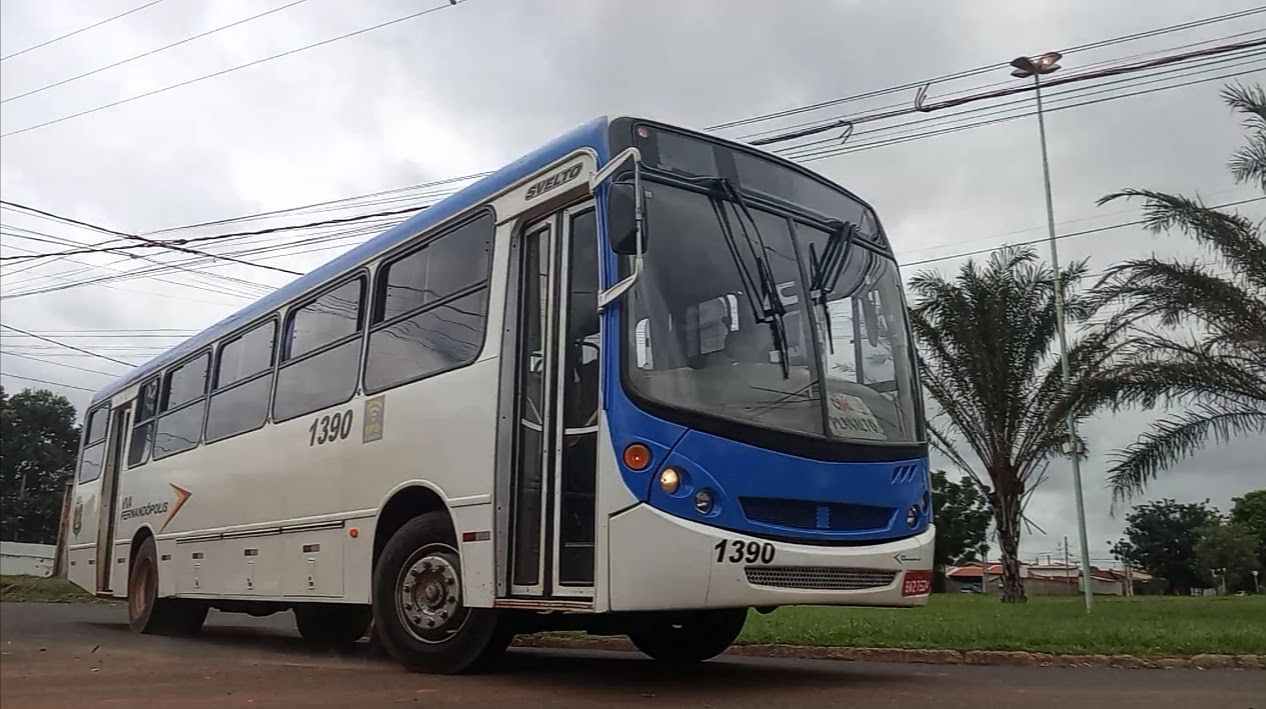
Comil Svelto 2000 em serviço da Viação Jauense em Fernandópolis

Fernandópolis possui 1 Terminal rodoviário e 6 Terminais de integração para transporte via ônibus
O principal meio de transporte público da cidade são os ônibus, atualmente administrados pela Viação Jauense com contrato firmado para o período de 10 anos, a frota da empresa circula com a marca “Viva Fernandópolis”.
A cidade também conta com o Aeroporto Municipal de Fernandópolis.

#### Rodovias
- Rodovia Percy Waldir Semeguini - SP-543
- Rodovia Euclides da Cunha - SP-320
- Rodovia Antônio Faria - SP-527

Ferrovias
- Linha Tronco da antiga Estrada de Ferro Araraquara [25]

### Saúde
Fernandópolis possui 3 hospitais: A Santa Casa de Misericórdia, o Hospital das Clinicas, e o Hospital de Amor (esse especializado no tratamento e prevenção de câncer). A cidade também conta com uma Unidade de Pronto Atendimento 24 horas (que trabalha em conjunto ao SAMU). Além dos hospitais, Fernandópolis tem 5 unidades básica de saúde e 5 unidades de saúde da família.

### Comunicações
O sistema de telefones automáticos foi inaugurado na cidade em 1976 pela Telecomunicações de São Paulo (TELESP), que também implantou o sistema de discagem direta à distância (DDD) em 1977 com o código de área (0174). Anteriormente a cidade era atendida pela Cia. Telefônica Rio Preto, empresa administrada pela Companhia Telefônica Brasileira (CTB).
Na década de 90 o código DDD da cidade foi alterado para (017), para padronização do sistema telefônico com a telefonia celular que estava sendo implantada em todo o estado.

## Turismo

### Água Viva Thermas Club Hotel
O Água Viva Thermas Clube Hotel possui piscinas de águas minerais termais, piscina infantil com cascata, piscina de biribol, bar, tobogãs, quiosques para churrasco, quadras poliesportivas, quadras de tênis, quadras de gateball, área para caminhadas, restaurante, lanchonete, mesas de bilhar, pingue-pongue, fazendinha, hospedagem. Esse complexo deu o apelido de Cidade das Águas Quentes para Fernandópolis, é uma das riquezas da região.

### Orquestra de Sopros de Fernandópolis - OSFER
Situada em Fernandópolis, terra de talentos, sua maior riqueza vai muito além dos celebrados concertos que realiza: ela é a alegria de seus integrantes e o poder de transformação da música! A orquestra possui um núcleo educacional idealizado pelo diretor artístico Luís Fernando Paina, escola de música voltada para educação musical, onde atende 150 crianças e jovens, oferecendo, gratuitamente, aulas de música. Graças a este núcleo educacional, a instituição conta com três Orquestras de Sopros: Orquestra do Futuro (nível iniciante), Orquestra do Amanhã (nível intermediário) e a Orquestra de Sopros de Fernandópolis, além dos grupos de flauta doce e musicalização infantil. “OSFER – Orquestra de Sopros de Fernandópolis. Fazendo música e transformando vidas!” A Orquestra de Sopros de Fernandópolis (OSFER) vem realizando um trabalho musical e cultural de excelente qualidade, tanto que seu trabalho vem sendo elogiado e consagrado dentro do cenário musical por vários profissionais da área, como os maestros Dario Sotelo, Marcelo Jardim, Pablo Dell’oca Sala (Argentina) e Carlos Ocampo Chaves (Costa Rica), Alexandre Travassos (compositor oficial da Banda Sinfônica do Estado de São Paulo), por cantores da MPB, como Guilherme Arantes e Flávio Venturini, e renomados instrumentistas, como o trombonista João Paulo Moreira (Teatro Municipal de São Paulo) e o saxofonista Leo Gandelman (Rio de Janeiro), que participaram como solistas convidados de uma série de concertos. A OSFER já realizou inúmeros concertos pelo Estado de São Paulo, destacando-se o “Circuito Instrumental Elektro”, a “Virada Cultural Paulista” e Projetos Musicais em parceria com o SESC de São José do Rio Preto. A temporada anual conta com: concertos didáticos, workshops de música, concertos com solistas, “Viagem Musical”, apresentações cívicas e inúmeros concertos abertos ao público.

### Exposição Agropecuária

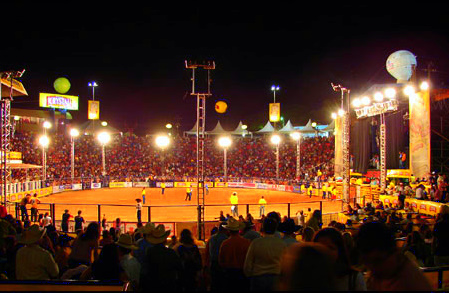
Exposição de Fernandópolis.

Conhecida nacionalmente como uma das maiores festas agropecuárias e festival de montarias em touros e cavalos de todo o Brasil. Todo ano no mês de maio, milhares de pessoas visitam Fernandópolis para conhecer e/ou participar do festival.
Em 2015 a Expectativa foi de 300 mil visitantes e um faturamento de 5 milhões. Ao todo, 80 expositores de vários segmentos ocuparam a área comercial do recinto.
Em 2018 a festa ocorreu entre os dias 17 a 22 de maio, um novo formato que se iniciou terminando a tradição de 11 dias. O Presidente da festa, Gustavo Sisto, anunciou essa redução em virtude do modelo que vem sendo implantado em festas de peão de todo o país, como na vizinha cidade de Jales, que já foi a 2ª maior festa de peão do país, Votuporanga, Santa Fé do Sul e São José do Rio Preto. Tendo em vista que a Expô com seus longos 11 dias tinha frequentadores apenas no último final de semana, ficando com o seu início e meio com um público escasso, causando prejuízo aos organizadores e barraqueiros, reduzir os dias foi uma atitude louvável para a festa que estava perdendo sua essência.
No dia 30 de abril de 2020, foi anunciado que a Exposição seria cancelada naquele ano devido a Pandemia de COVID-19, seguindo as regras de isolamento social impostas pelo governo do Estado de São Paulo.

### Enduro a pé
Organizado pelo Rotary Club de Fernandópolis Nova Era, o Enduro é como uma corrida, tendo como partida sempre um ponto conhecido no município, e percorrendo zonas como florestas, riachos e campos. Os grupos recebem mapas, ganhando e perdendo pontos se passar ou não passar por "PCs" (pontos de contagem), se define o vencedor. Mais de cem grupos se inscrevem, mas há apenas 10 grupos vencedores.

## Esportes
- Fernandópolis Futebol Clube

## Religião

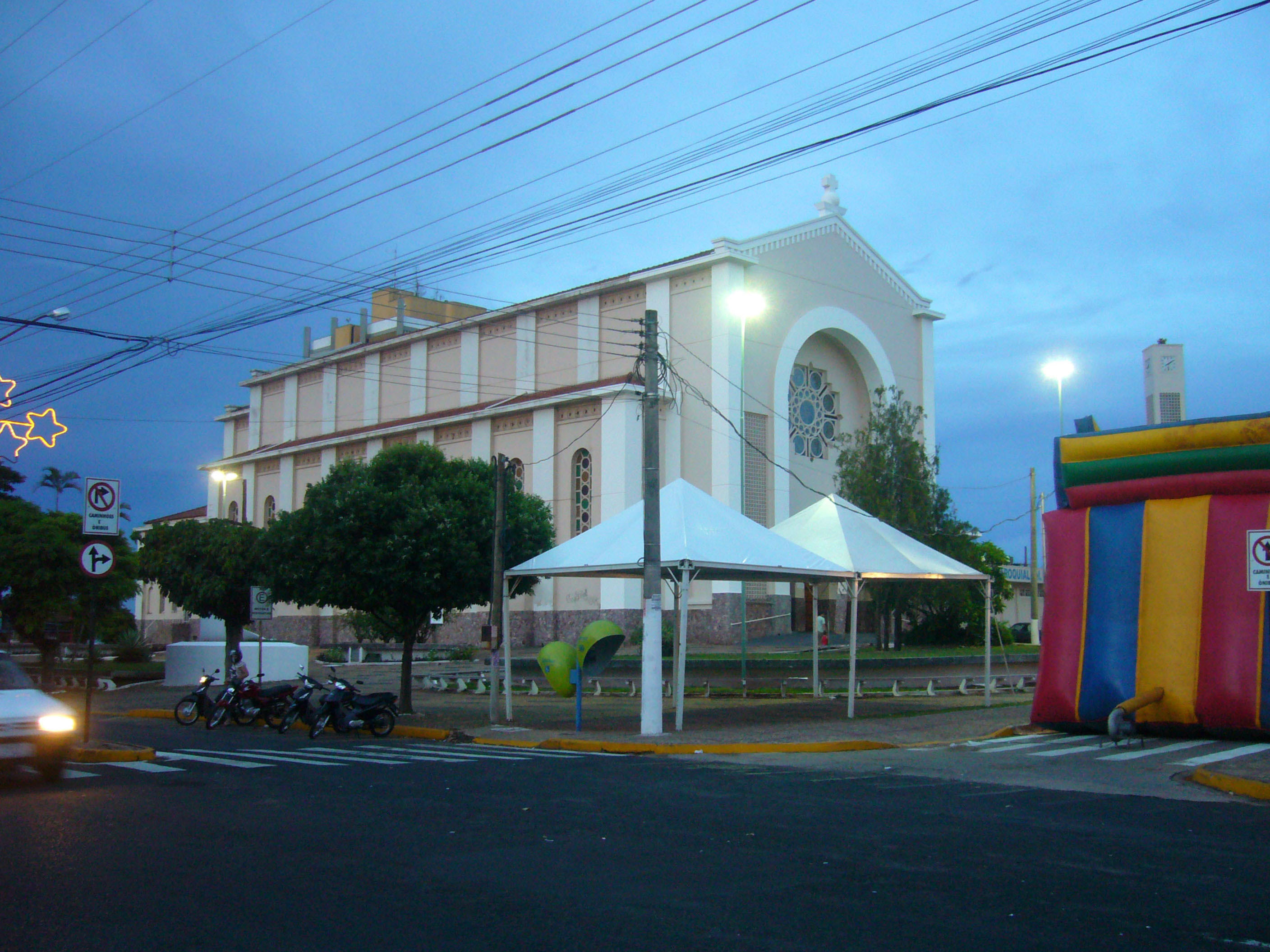
Catedral de Fernandópolis

O Cristianismo se faz presente na cidade da seguinte forma:

### Igreja Católica
- A igreja faz parte da Diocese de Jales.[35]

### Igrejas Evangélicas
- Assembleia de Deus Ministério do Belém.[36][37]
- Congregação Cristã no Brasil.[38]
- Igreja Presbiteriana Independente do Brasil.[39]